# Aeroport de Roma-Ciampino
L'Aeroport de Roma-Ciampino "Giovan Battista Pastine" (codi IATA: CIA, codi OACI: LIRA) (en italià: Aeroporto di Roma-Ciampino "Giovan Battista Pastine") és un aeroport comercial, civil i militar que dona servei a Roma. Està localitzat a la població de Ciampino, a 12 km al sud de la ciutat romana. L'any 2010, va gestionar 4.564.464 passatgers.
L'aeroport va obrir les portes l'any 1916 i és un dels aeroports més antics que encara estan en funcionament. Quan es va inaugurar l'Aeroport de Roma-Fiumicino el 1960, va deixar de ser el principal aeroport de Roma i es va destinar exclusivament als vols xàrter i de caràcter executiu. Actualment, és un dels aeroports més transitats d'Itàlia i és utilitzat per diferents aerolínies de baix cost.

## Aerolínies i destinacions
| Companyia | Destinacions |
| --------- | --- |
| Ryanair   | L'Alguer, Bari, Billund, Barcelona, Beauvais, Bergamo, Bratislava, Brindisi, Brussel·les-Sud Charleroi, Cagliari, Dublín, East Midlands, Edinburgh, Eindhoven, Fez, Girona, Glasgow-Prestwick, Gothenburg-City, Hahn, Ibiza, Karlsruhe/Baden-Baden, Cracòvia, Londres-Gatwick, Londres-Stansted, Madrid, Marrakech, Memmingen, Oslo-Rygge, Porto, Rhodes, Riga, Santander, Sevilla, Estocolm-Skavsta, Tampere, Thessaloniki, Trapani, València, Vilnius, Volos, Weeze, Wroclaw, Saragossa de temporada: Liverpool |
| Wizz Air  | Bucarest-Băneasa, Katowice |